# Muzeul de Arte Frumoase din Lyon
Muzeul de Arte Frumoase din Lyon (în franceză Musée des Beaux-Arts de Lyon) este un muzeu municipal de arte situat în orașul francez Lyon. Amplasat în apropierea Place des Terreaux, muzeul este găzduit într-o fostă mănăstire benedictină care a fost activă în secolele al XVII-lea și al XVIII-lea. Între anii 1988 și 1998, clădirea a fost restaurată, însă a rămas deschisă pentru vizitatori pe parcursul întregii perioade de restaurare. Colecțiile sale sunt extrem de variate, cuprinzând de la antichități egiptene antice și până la arta modernă, ceea ce face ca acest muzeu să fie unul dintre cele mai importante din Europa. Acesta găzduiește, de asemenea, expoziții semnificative de artă, cum ar fi cele dedicate lucrărilor de Georges Braque și Henri Laurens, desfășurate în a doua jumătate a anului 2005, precum și o altă expoziție dedicată operei lui Théodore Géricault, care a avut loc între aprilie și iulie 2006. 

## Istoric
Muzeul de Arte Frumoase din Lyon a fost inițial o mănăstire, care a fost renovată în mod semnificativ în secolul al XVII-lea, prin finanțarea regelui Ludovic al XIV-lea, pentru a-i conferi clădirii trăsăturile sale baroce. În timpul Revoluției Franceze, mănăstirea a fost desființată, iar clădirea a fost transformată în Palais du Commerce et des Arts, unde au fost expuse opere de artă confiscate de la Biserică. În timp, muzeul s-a extins cu exponate arheologice și de istorie naturală. În anul 1805, a fost înființată o școală de desen în cadrul clădirii. În 1860, clădirea a fost transformată într-un muzeu, a cărui structură a fost păstrată până în prezent. Între anii 1988 și 1998, clădirea a fost supusă unor ample lucrări de restaurare. Acum, muzeul găzduiește o colecție impresionantă de artă, de la antichități egiptene și până la arta modernă, ceea ce îl face unul dintre cele mai importante muzee de artă din Europa. 

## Colecții

### Pictură
Colecția muzeului cuprinde un număr impresionant de aproximativ 2.000 de tablouri, dintre care aproximativ 700 sunt expuse publicului. Această colecție reprezintă diverse epoci ale picturii europene, începând cu secolul al XV-lea și ajungând până în prezent. 
Picturile italiene sunt reprezentate de maeștri precum Nicolo di Pietro (Vizita lui Ponțian la Sfântul Augustin și Alipius, între 1413 și 1415), Perugino, Lorenzo Costa, Correggio, Paolo Veronese, Tintoretto, Canaletto, Francesco Guardi, Giandomenico Tiepolo (fiul lui Giambattista Tiepolo), Domenichino, Gvercino, Salvator Rosa, Luca Giordano.
Pictura franceză din secolul al XVII-lea este reprezentată de artiști precum Simon Vouet, Nicolas Poussin, Charles Lebrun, Estache Lesueur, Hyacinth Rigaud, François Boucher, Grès și Claude-Joseph Vernet.
Colecția de picturi franceze din secolul al XIX-lea este impresionantă și cuprinde nume precum Jean-Auguste Dominique Ingres, Theodore Géricault, Eugène Delacroix, Gustave Courbet, Camille Corot, Honoré Daumier, Claude Monet, Edouard Manet, Alfred Sisley, Camille Pissarro, Edgar Degas, Paul Gauguin, Paul Cezanne, Auguste Renoir și Gustave Moreau.
Picturile spaniole sunt realizate de artiști precum El Greco, Antonio de Pereda, Jose de Ribera și Francisco de Zurbarán.
Picturile germane, flamande și olandeze sunt reprezentate de Lucas Cranach cel Bătrân, Jan Bruegel cel Bătrân, Rembrandt, Peter Paul Rubens, Antoon van Dyck, Jakob Jordaens, Frans Snyders, Jan van Gooyen și Salomon van Reisdal.
Muzeul are o colecție remarcabilă de picturi din secolul al XX-lea, în primul rând datorită donației generoase a lui Jacqueline Delubac. Colecția include lucrări semnate de nume celebre precum Picasso, Georges Braque, Fernand Léger, Henri Matisse, Joan Miró, Francis Bacon, Jean Dubuffet, Marc Chagall, Amedeo Modigliani, Marcel Roux și mulți alții. Această colecție impresionantă de picturi reprezintă o atracție majoră pentru vizitatorii muzeului.

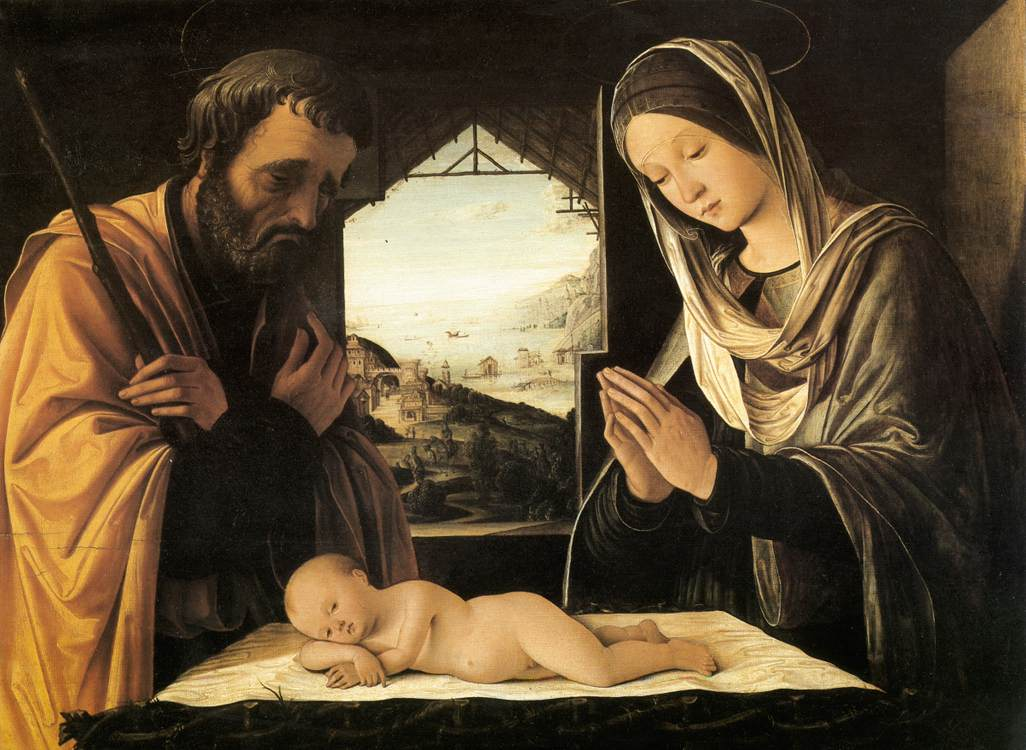
Lorenzo Costa, Nașterea lui Hristos, 1490
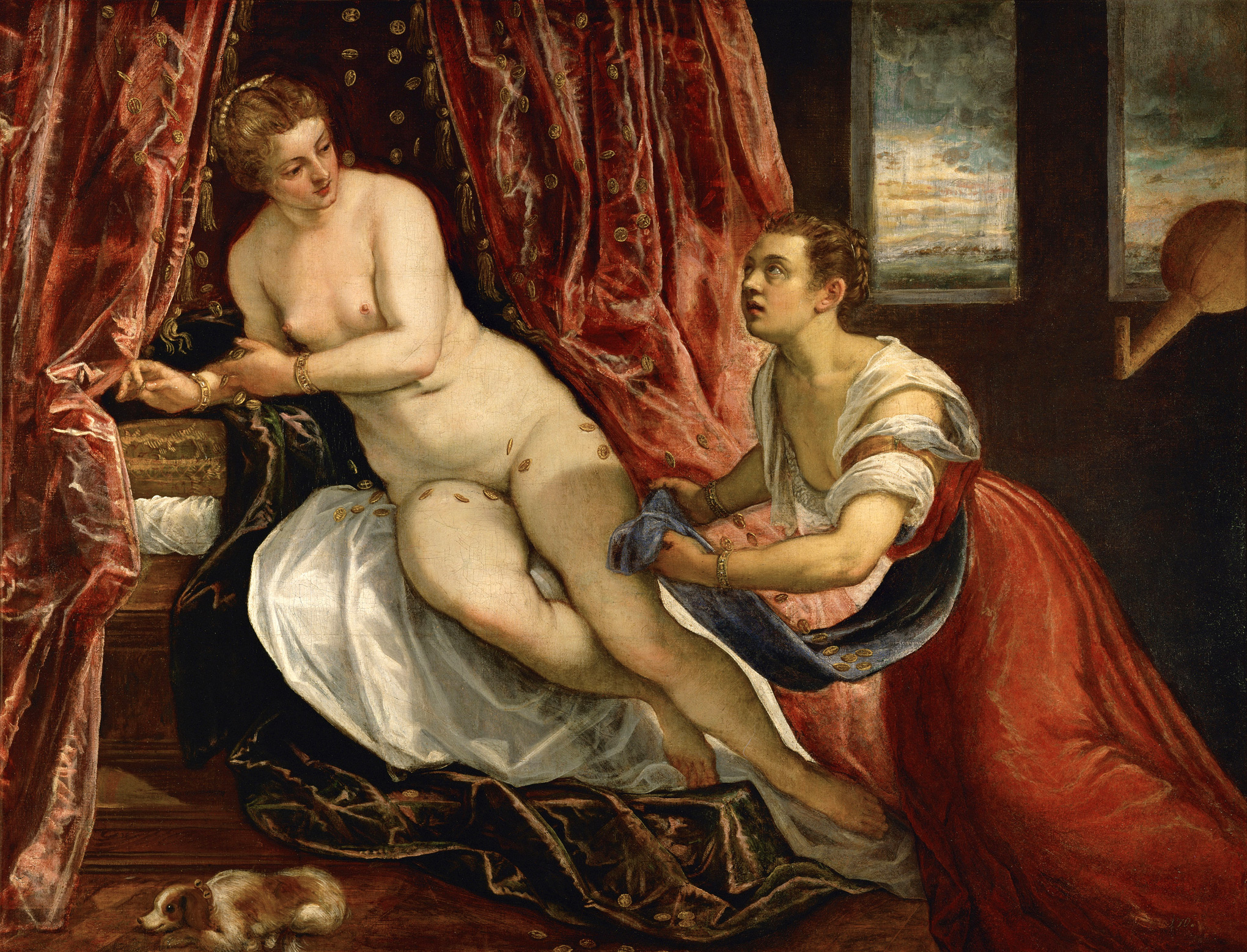
Tintoretto, Danae, 1570
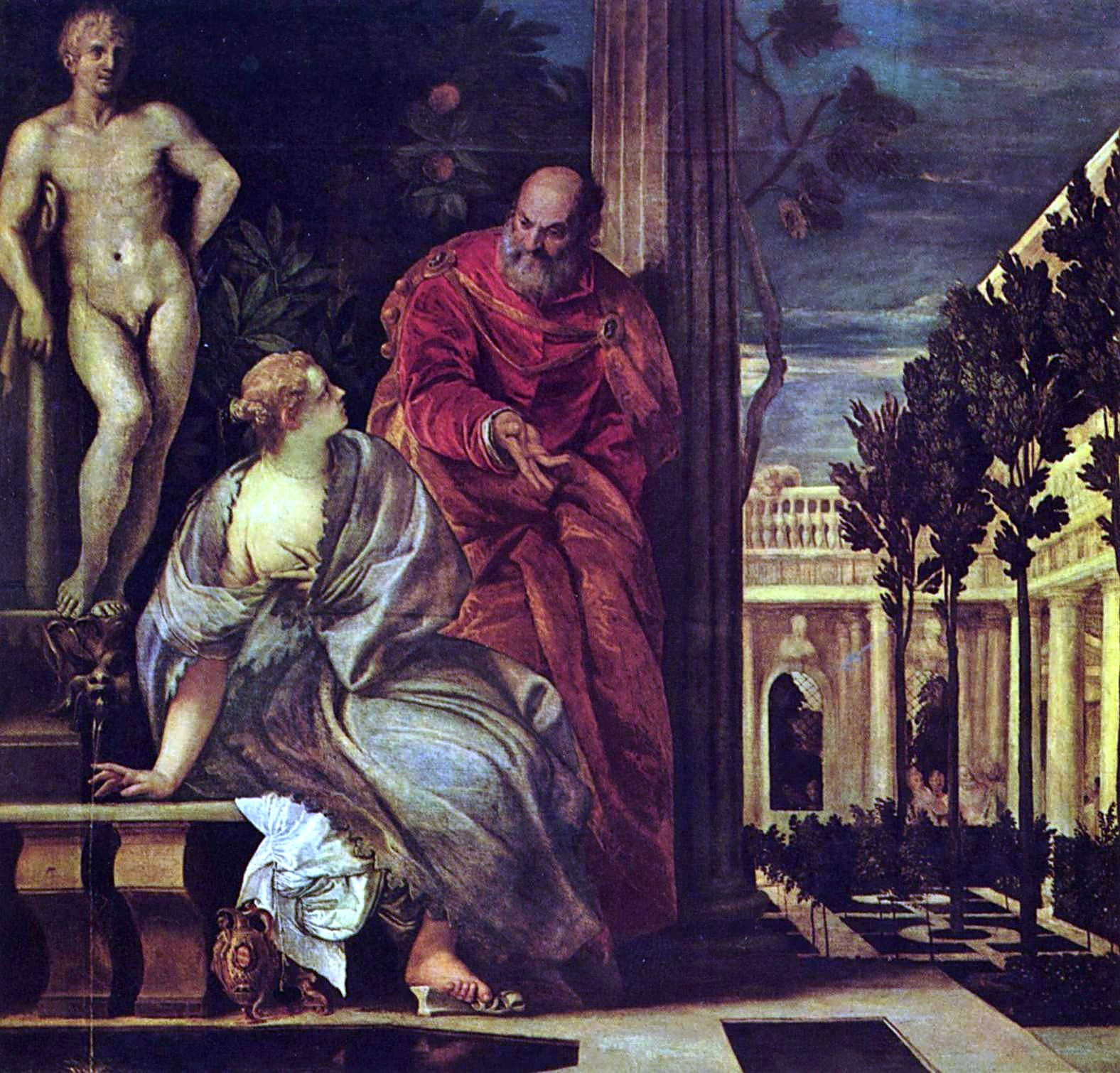
Paolo Veronese, Bathsheba la scăldat, 1575
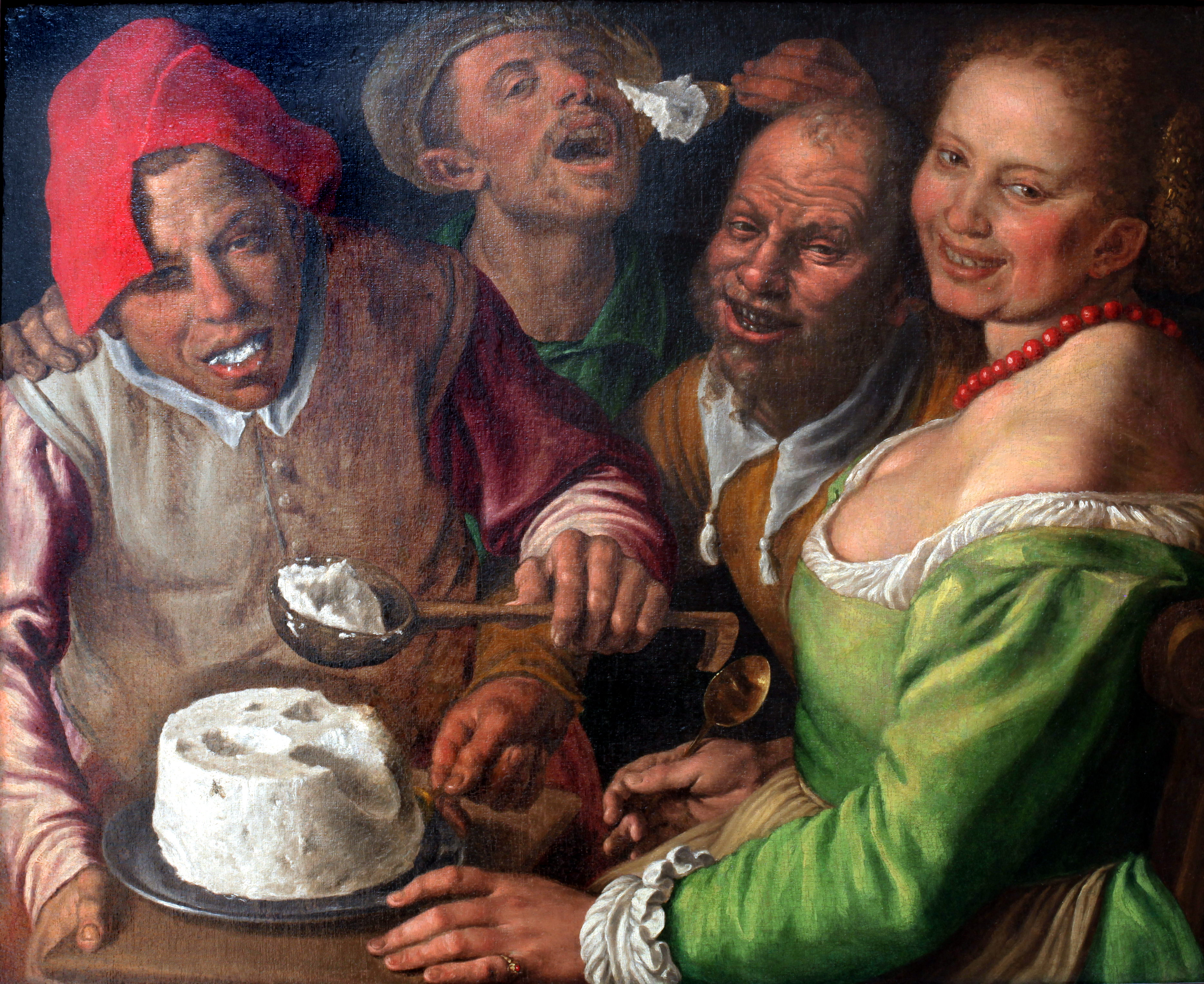
Vincenzo Campi, Mâncarea ricotei, 1580
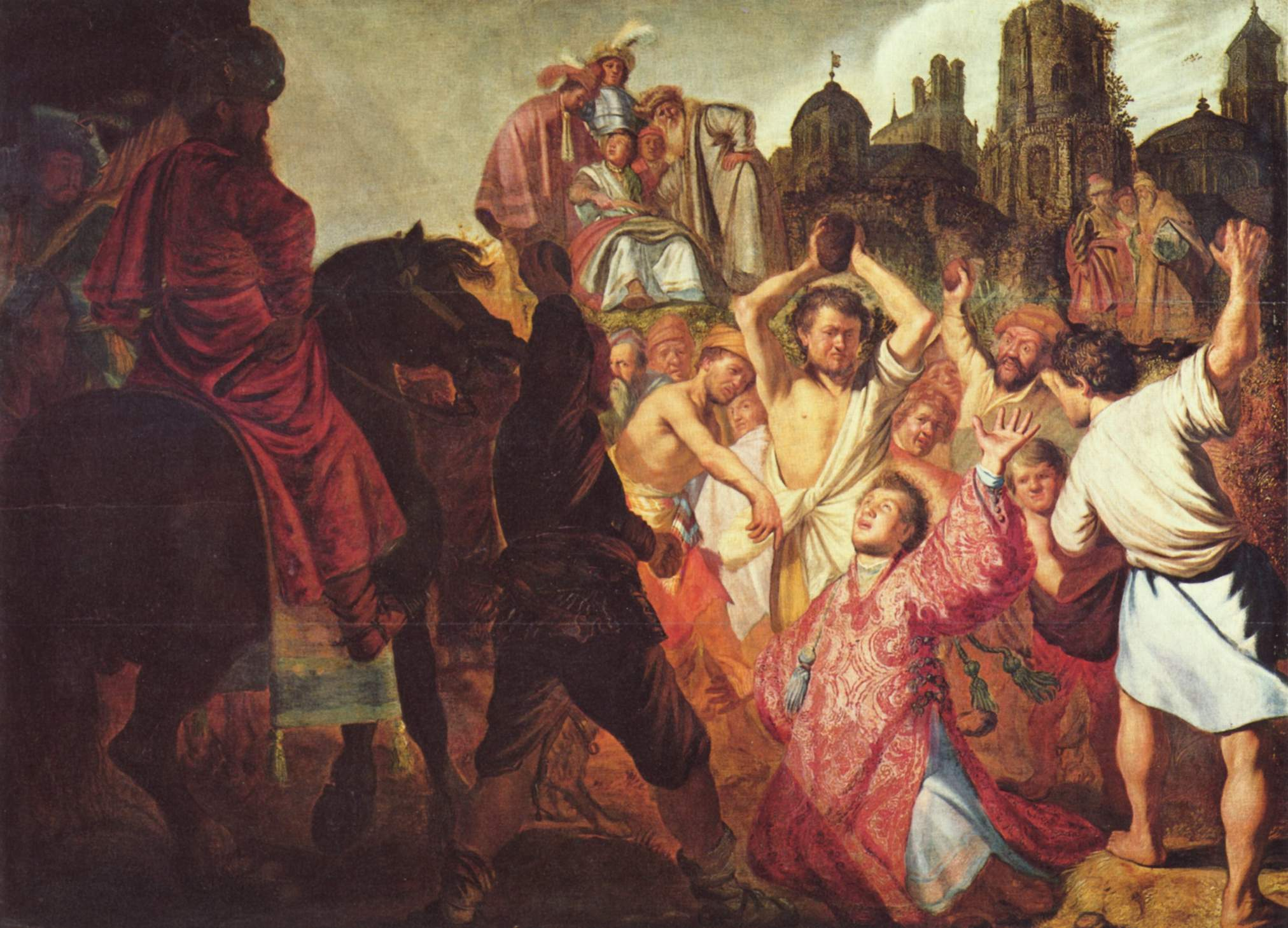
Rembrandt, Lapidarea Sfântului Ștefan, 1625
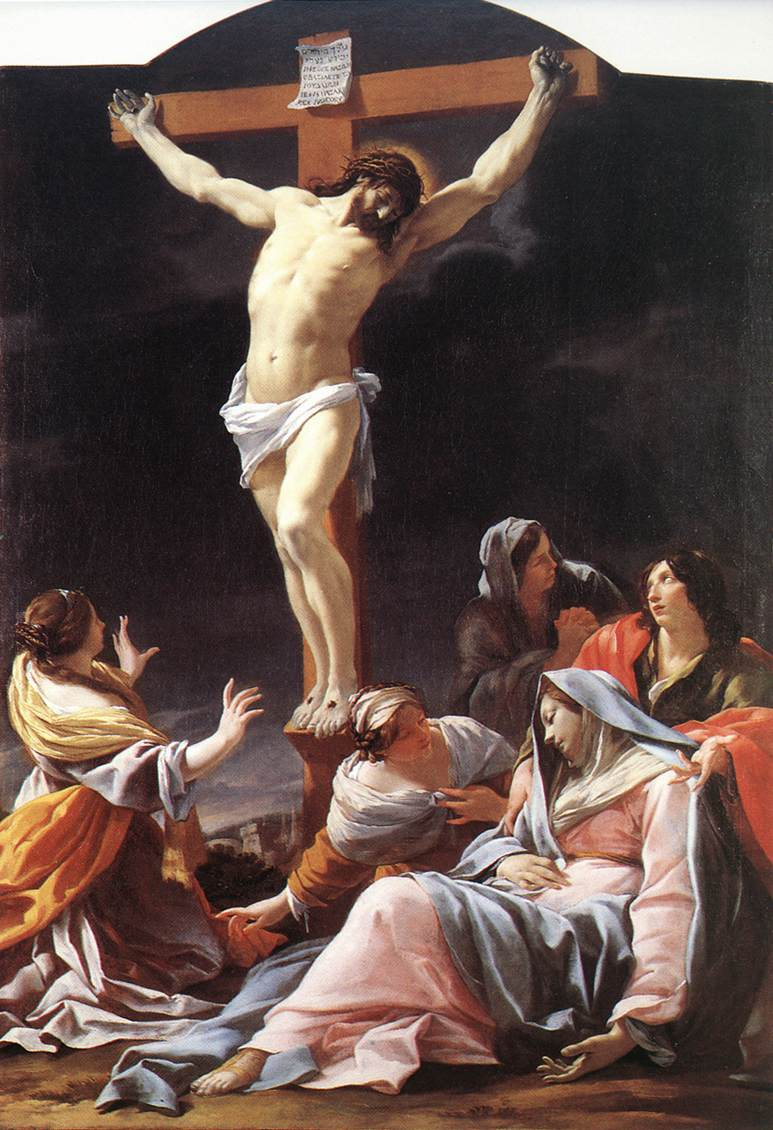
Simon Vouet, Răstignirea, (1636-1637)
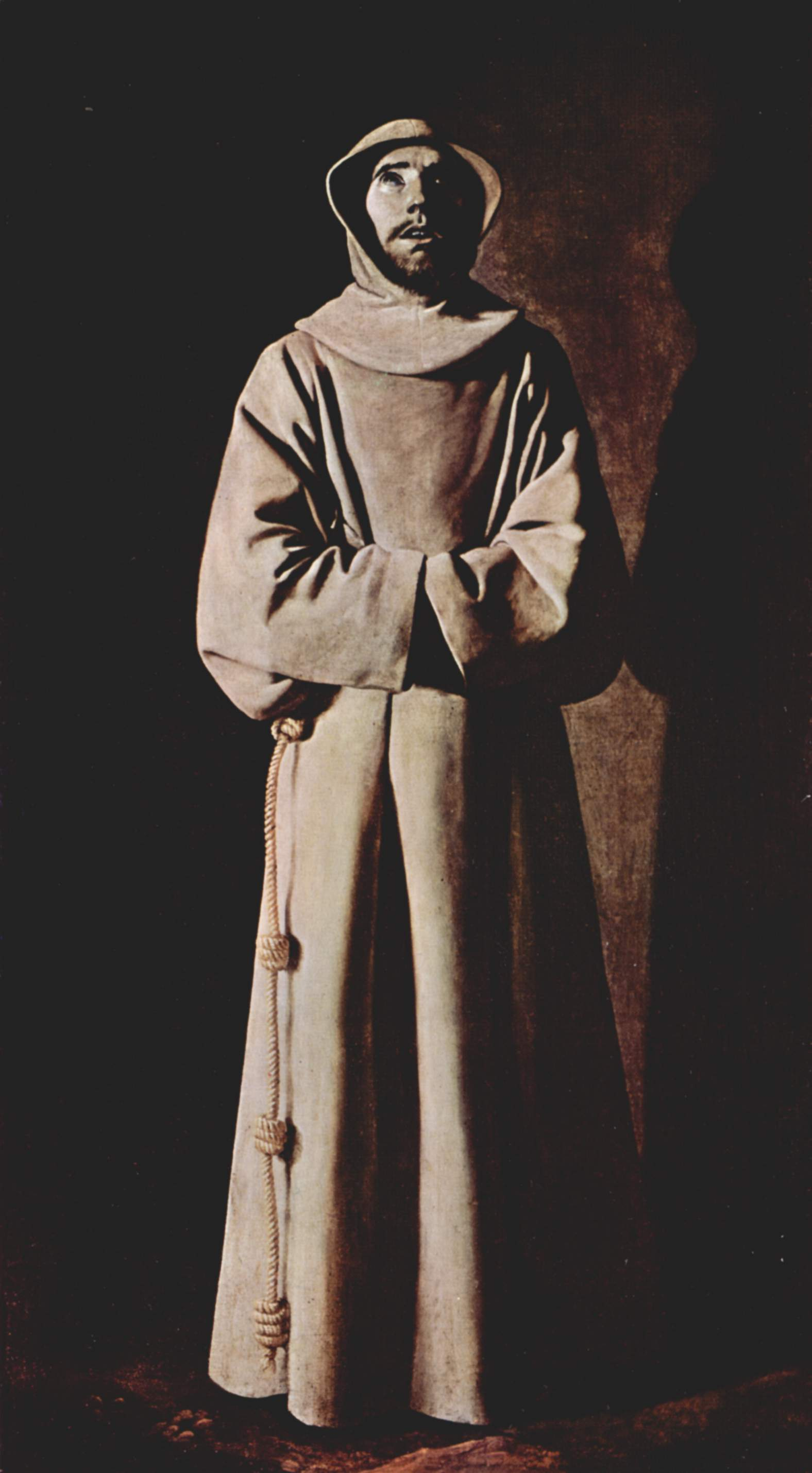
Francisco de Zurbaran, Sfântul Francisc, 1645
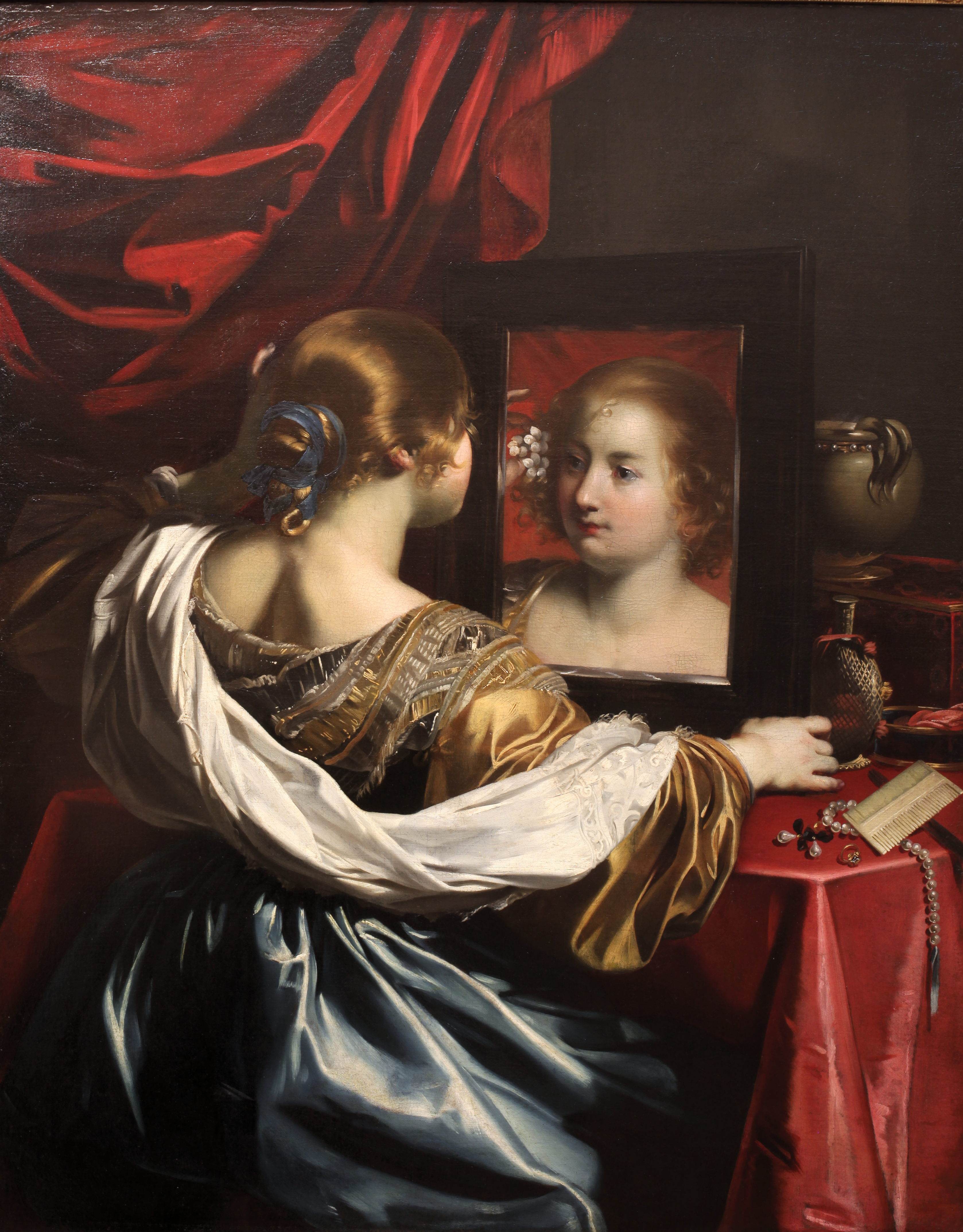
Vanity-Nicolas Regnier, Fata tânără la masa de toaletă, 1626
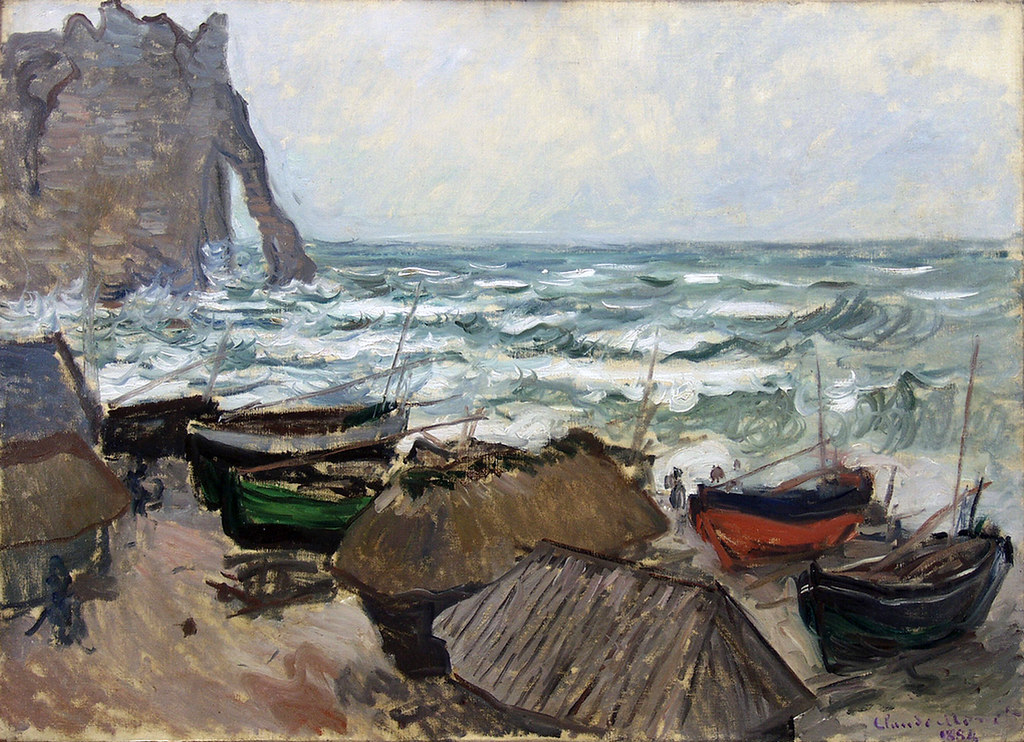
Claude Monet, Furtună la Etret, 1883
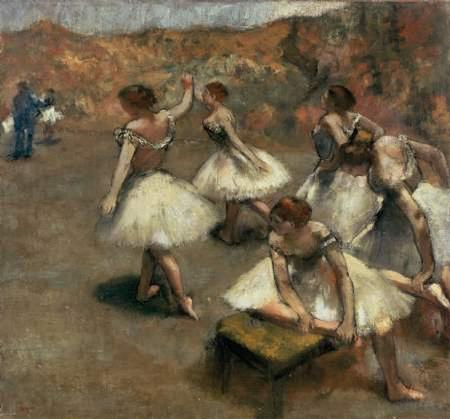
Edgar Degas, Dansatoare pe scenă, 1889

### Sculptură
Secția de sculptură a muzeului găzduiește o colecție de aproximativ 1.300 de sculpturi, care acoperă un interval larg de timp, începând de la Evul Mediu și până în secolul XX. Două colecții sunt deosebit de valoroase: sculptură medievală și cea renascentistă, precum și sculptură din secolul al XIX-lea și începutul secolului al XX-lea.
Muzeul expune sculpturi semnate de maeștrii italieni din școala lui Andrea Verrocchio, Donatello și Michelangelo. Sculptura franceză este reprezentată de artiști precum Casaveau, Guillaume Cousteau, Paju, Antonio Canova, Joseph Chinar, David Diangier, Jean-Jacques Pradier, Jean-Baptiste Carpeau, Frederic Bartholdi, Auguste Rodin, François Pompon, Antoine Bourdelle, Aristide Majole, Osipe Zadkine, Amadeo Modigliani, Henri Laurens, Pablo Picasso și Armand.
Pe lângă acestea, secția de sculptură găzduiește și o colecție valoroasă de sculpturi antice, expusă la parterul muzeului. Lucrări mai recente sunt expuse în fosta capelă a clădirii, iar sculpturile din bronz din secolul al XIX-lea sunt expuse în grădina muzeului.

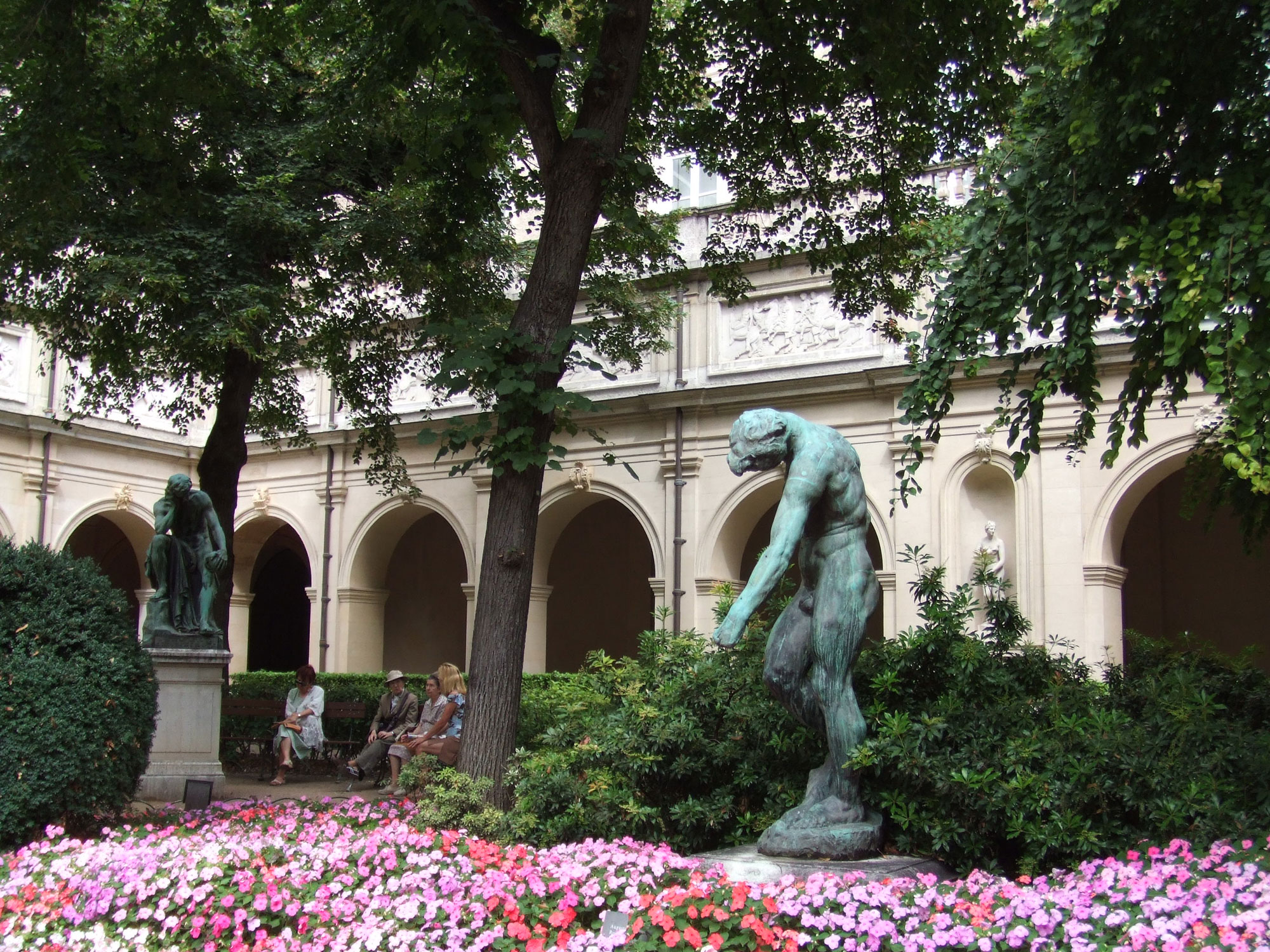
Umbra lui Rodin în prim-plan, sculptura Democritus a lui Leon-Alexander Delhomme în fundal.
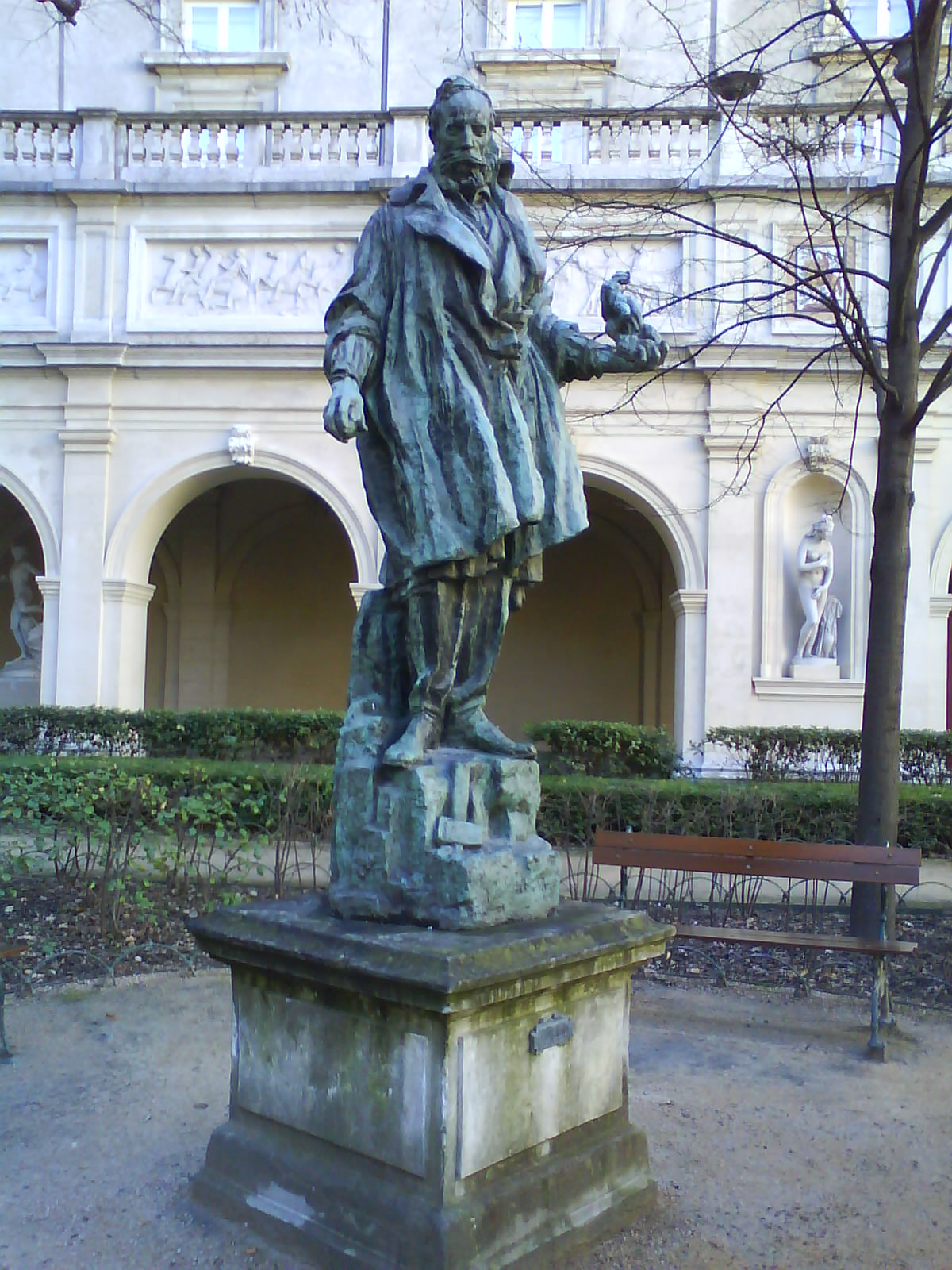
Antoine Bourdelle "Carpeaux au travail"
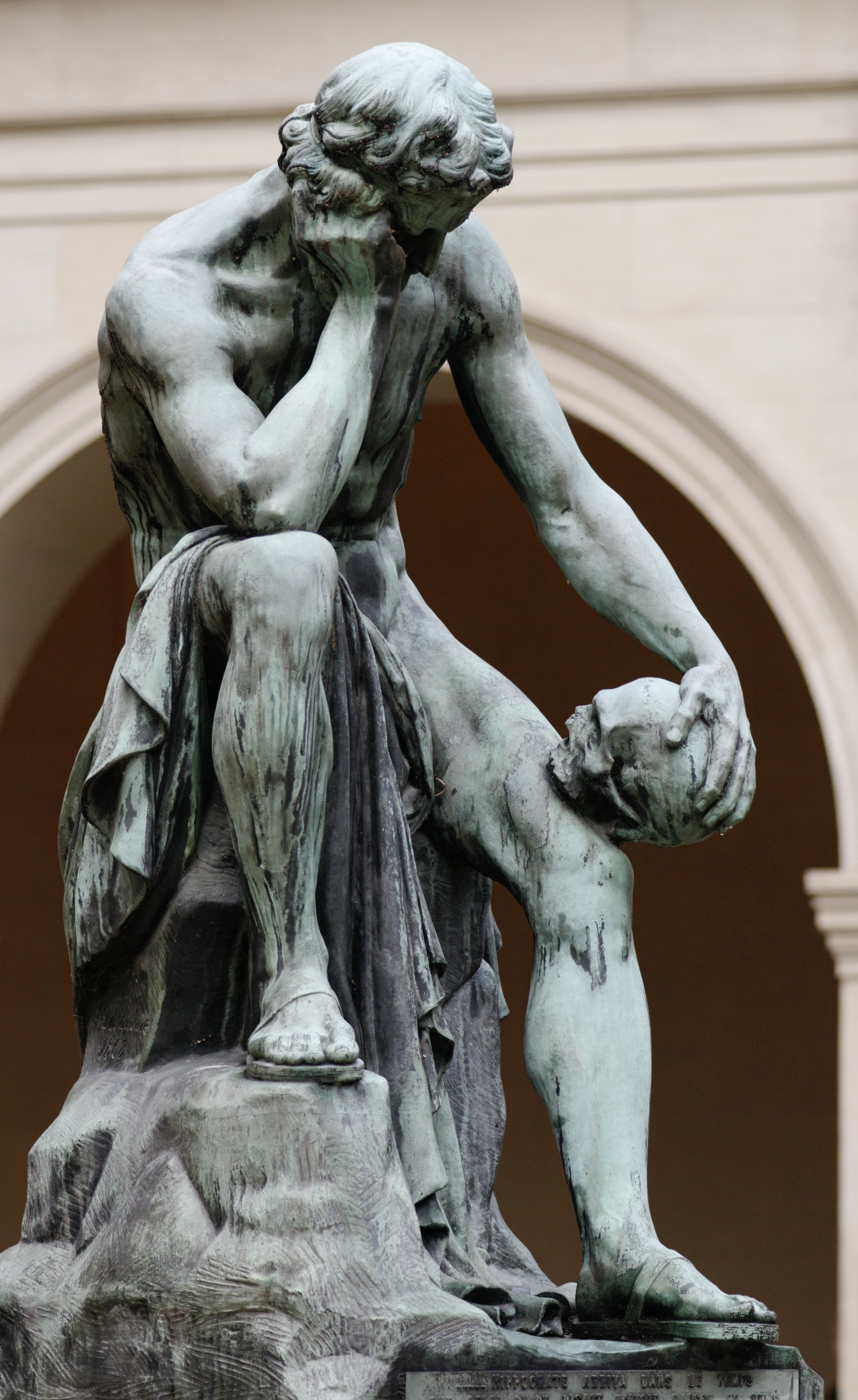
Leon-Alexander Del, "Democritus"

### Arta Egipteană Antică
Muzeului găzduiește o colecție impresionantă de artă egipteană antică, care este una dintre atracțiile principale ale muzeului. În anul 1895, Muzeul Luvru a donat aproximativ 400 de piese de artă egipteană antică către muzeul din Lyon. De-a lungul timpului, colecția s-a extins semnificativ, în special în anul 1954, datorită unei donații generoase făcute de familia egiptologului Victor Lauret. De asemenea, sarcofagele lui Ptolemeu al III-lea și Ptolemeu al IV-lea, donate muzeului în 1939 de către egiptologul Alexandru Varii, sunt de mare valoare și fac parte din colecția de artă egipteană antică a muzeului.
Expoziția egipteană a muzeului este organizată în nouă săli, care oferă o privire detaliată asupra culturii și artelor egiptene antice. Vizitatorii pot admira o gamă largă de obiecte, inclusiv statui, relicve funerare, amulete, bijuterii, fragmente arhitecturale și multe altele. 

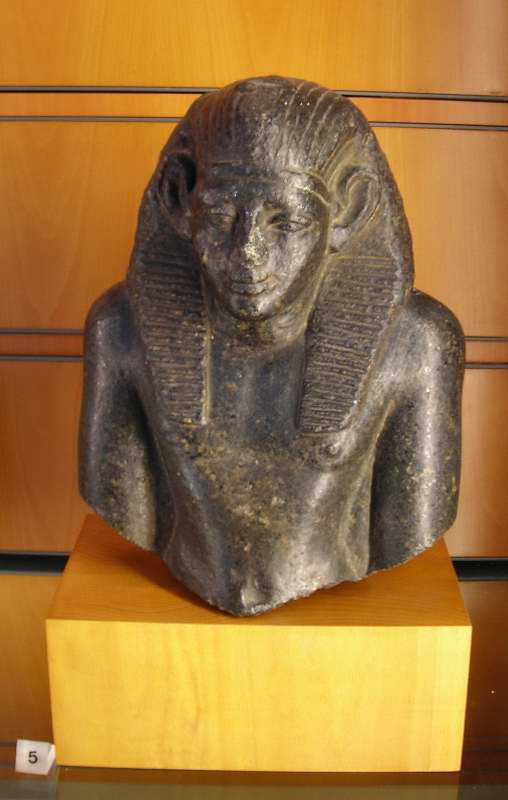
Bustul unui faraon din Regatul Mijlociu
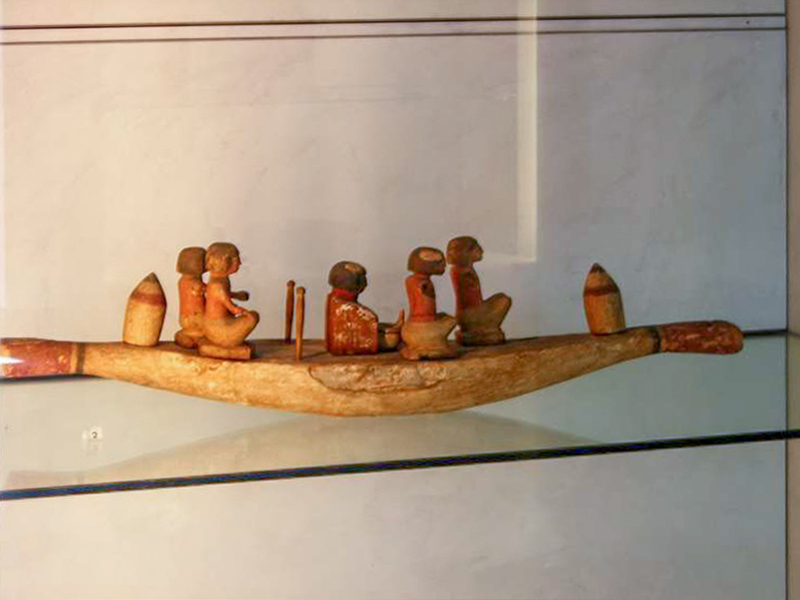
Machetă a unei bărci de lemn din Assiut din dinastia a XII-a
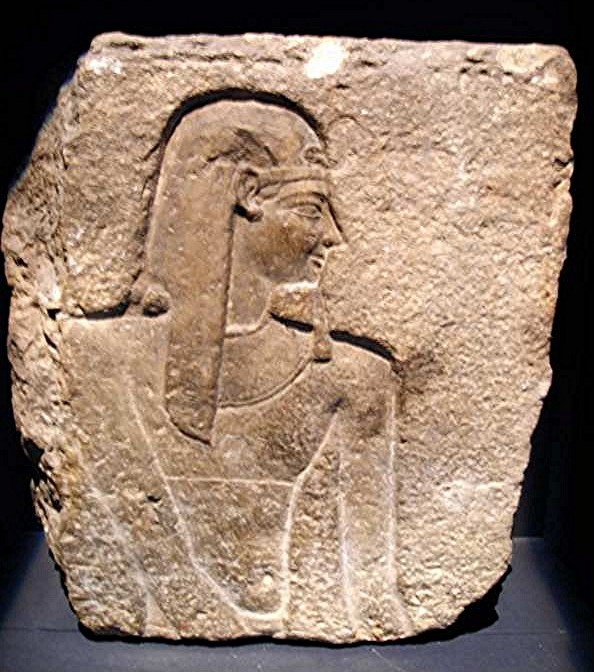
Fragment de basorelief din templul Cleopatrei VII și al lui Ptolemeu XV
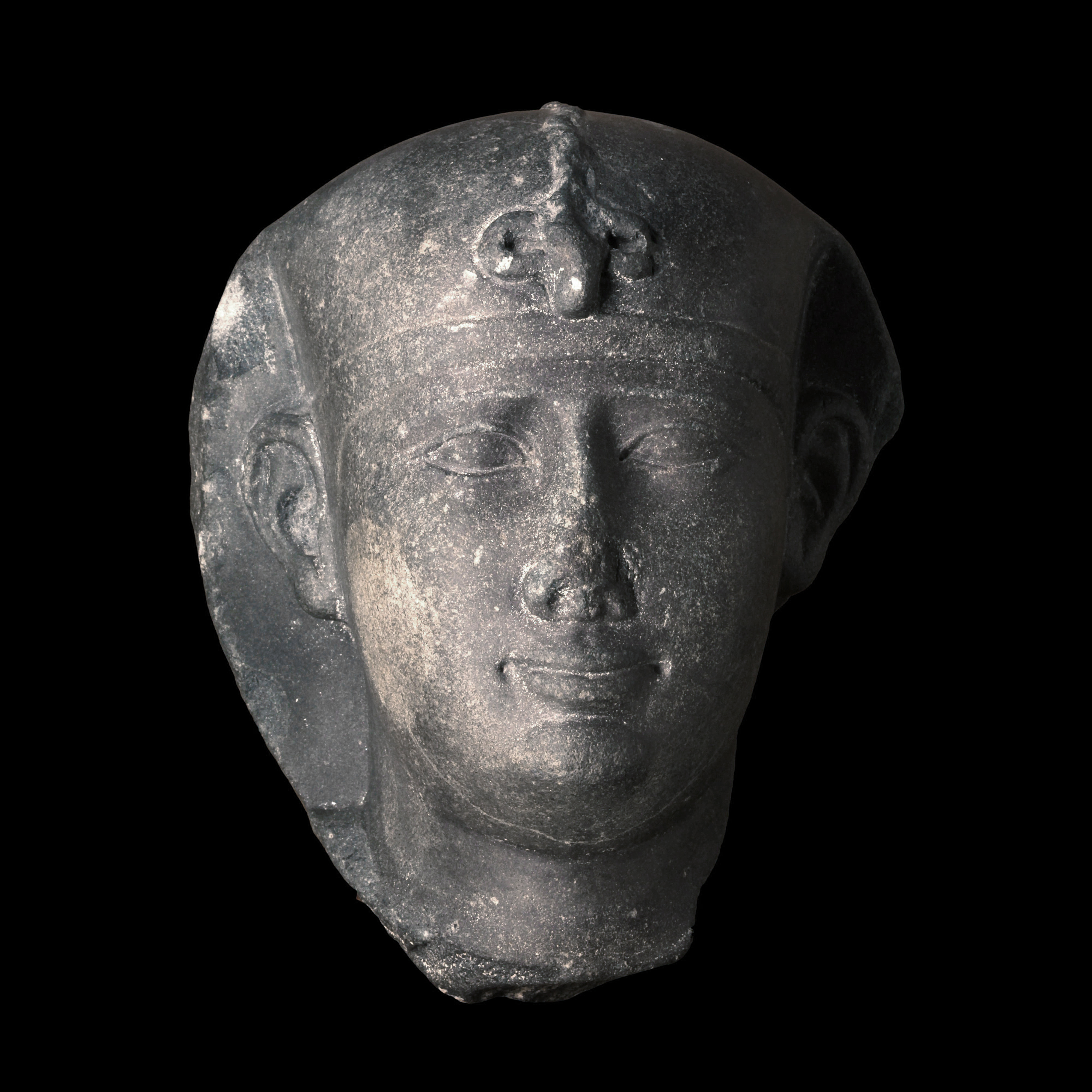
Faraon din dinastia a XXX-a, probabil Nektaneb al II-lea

### Artă din Orientul Mijlociu și Mesopotamia
Arta Orientului Mijlociu și a Mesopotamiei este reprezentată într-o sală separată, cu opere de artă din Sumer, Asiria și Persia antică.

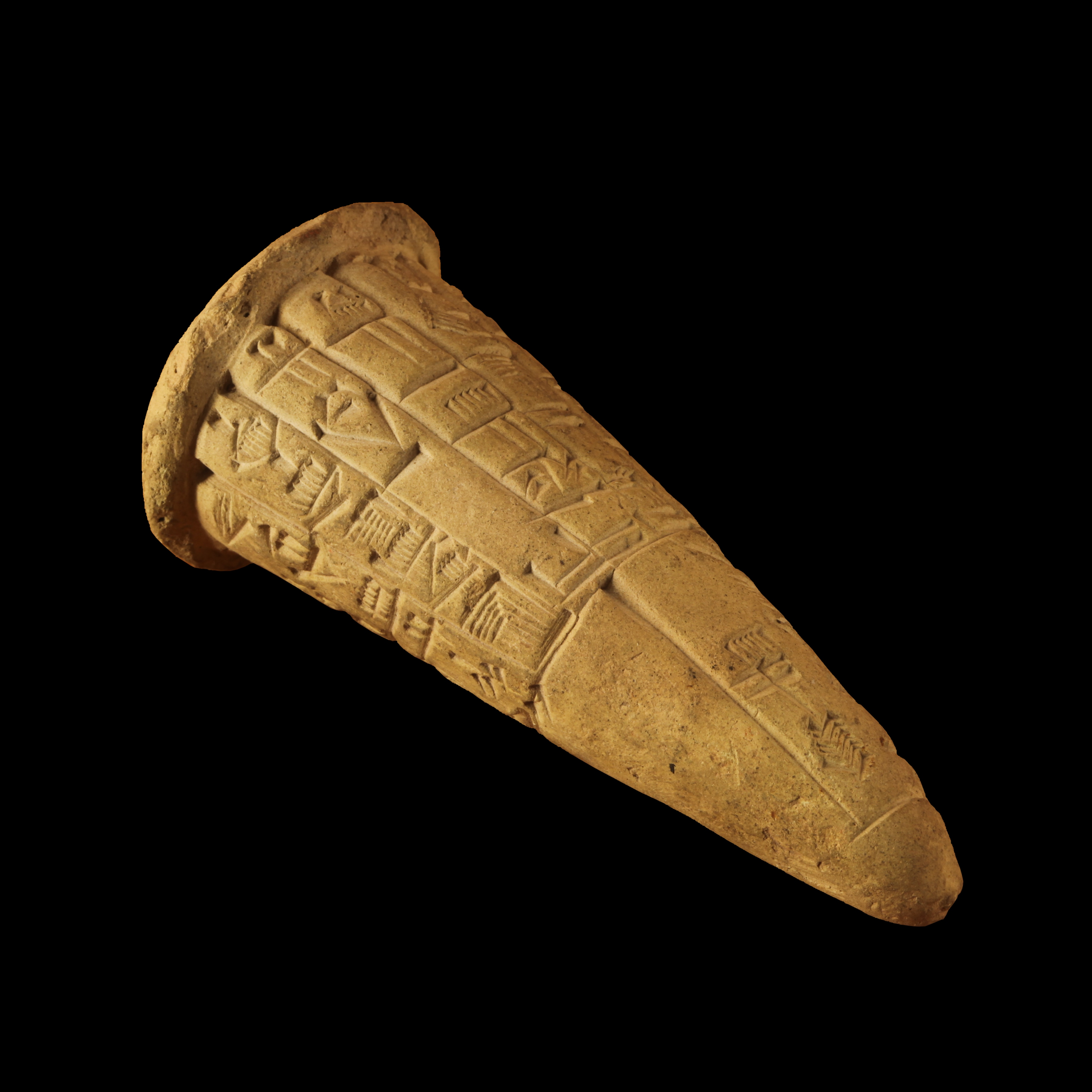
Cuiul de fundație dedicat de Gudea lui Ningirsu, Lagash, sec. 2120 Î.HR.
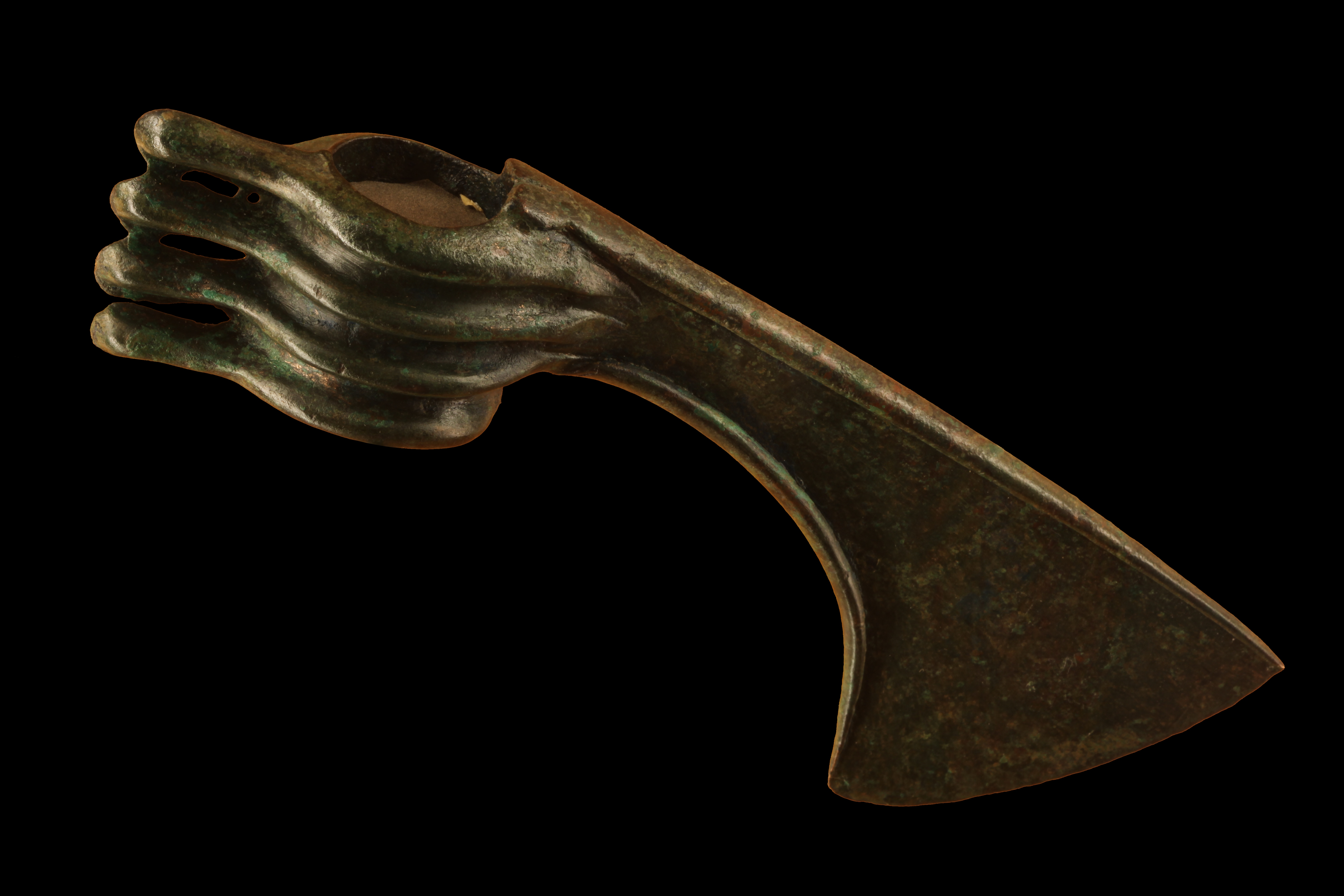
Topor din bronz, secolele IX-VIII î.Hr., Lorestan
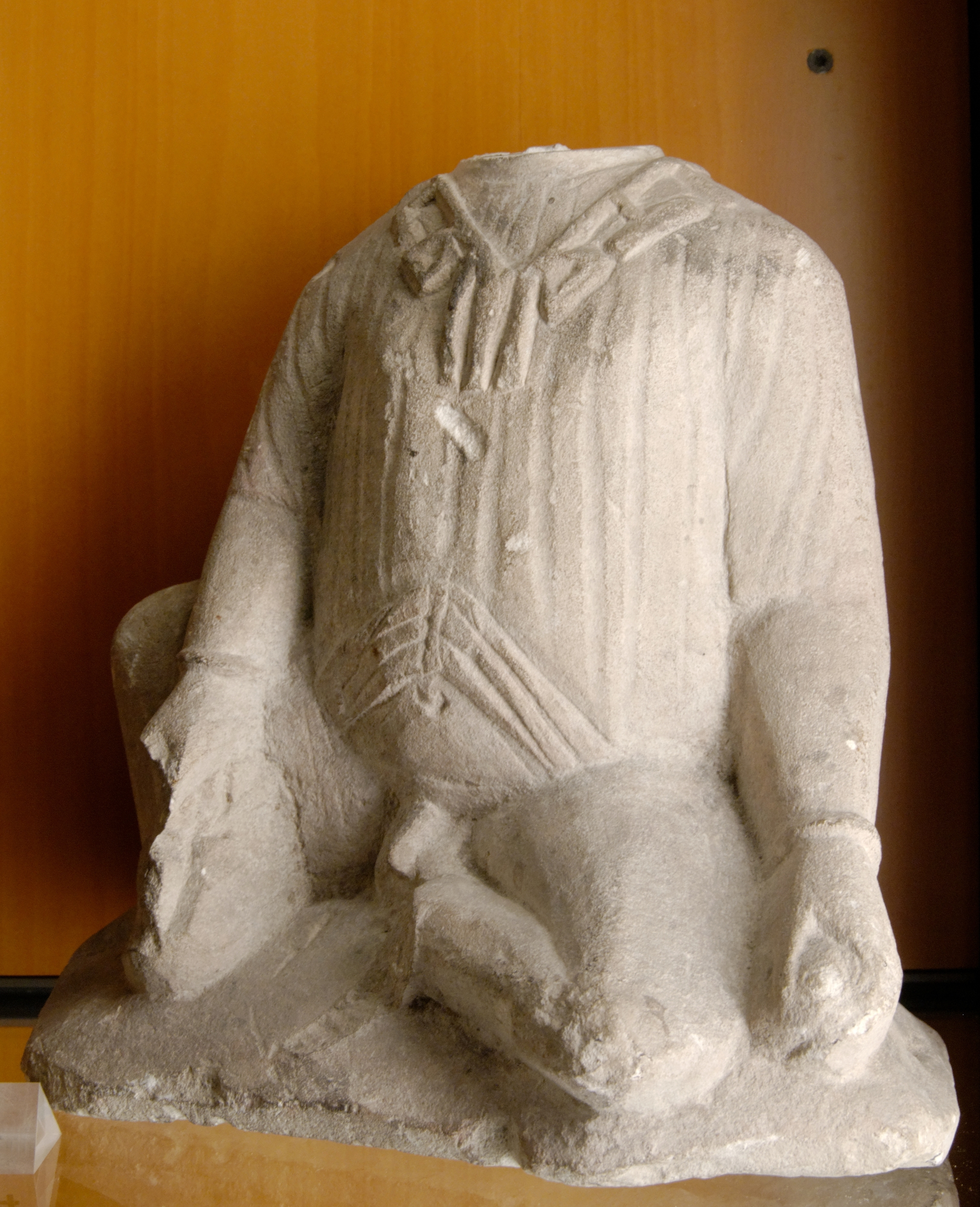
Sculptura "Băiatul templului", epoca elenistică, Cipru
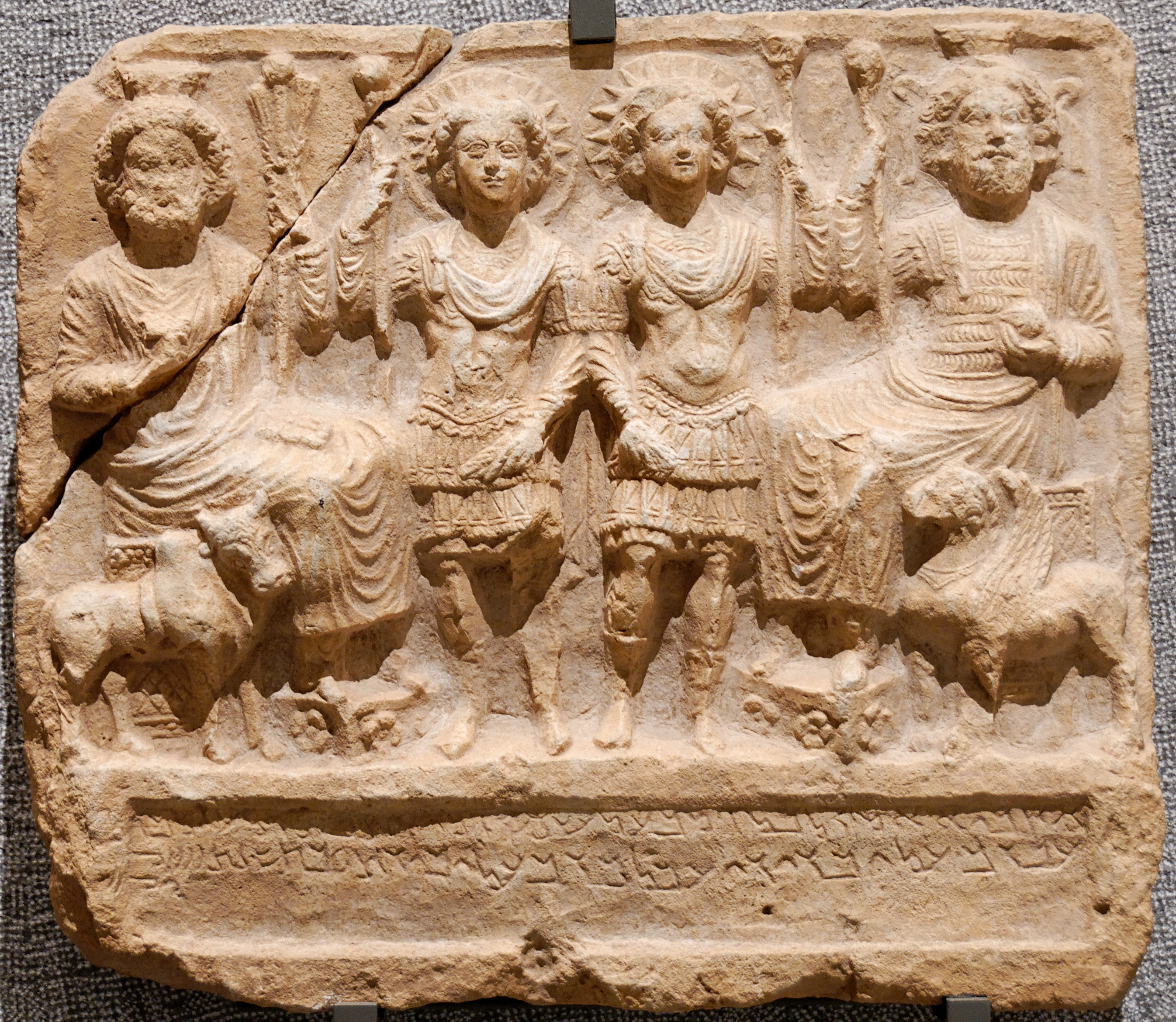
Relief înfățișând zeii, Palmira, 121 î.Hr.

### Artă și meserii
Secția de arte și meserii prezintă o colecție impresionantă de peste 550 de obiecte ce ilustrează evoluția artistică și meseriașă din Evul Mediu până în prezent. Printre acestea se numără câteva capodopere care își găsesc locul în galeriile de artă celebre din întreaga lume.
Printre cele mai remarcabile exponate se numără smălțuiri de Limoges realizate din fildeș bizantin, piese de faianță și majolica renascentistă, interioare Art Nouveau concepute de Hector Guimard, arte aplicate musulmane și ceramică din Orientul Îndepărtat. În plus, o colecție de ceramică chineză, japoneză și coreeană de mare valoare poate fi admirată încă din anul 1917. Aceste obiecte rare expuse ilustrează tradiția ceremonială a ceaiului și sunt cu adevărat impresionante.
De asemenea, colecția de ceramică în stil Art Nouveau este deosebit de valoroasă și surprinde influențele japoneze. Aceste piese de artă sunt o dovadă a evoluției și a schimbărilor stilistice care au avut loc în timpul perioadei Art Nouveau.

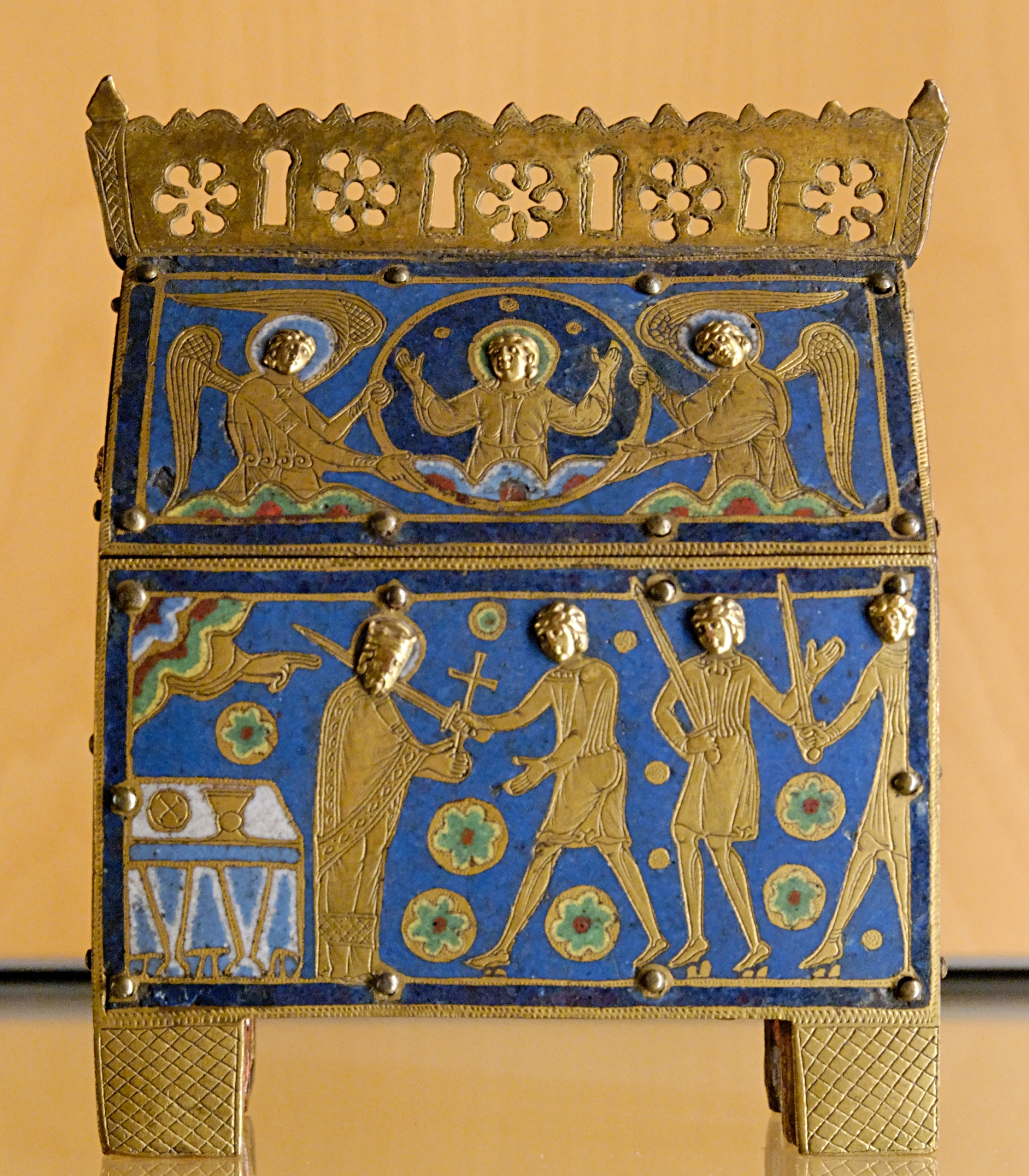
Martiriul lui Thomas Becket, email Limoges, c. 1210.
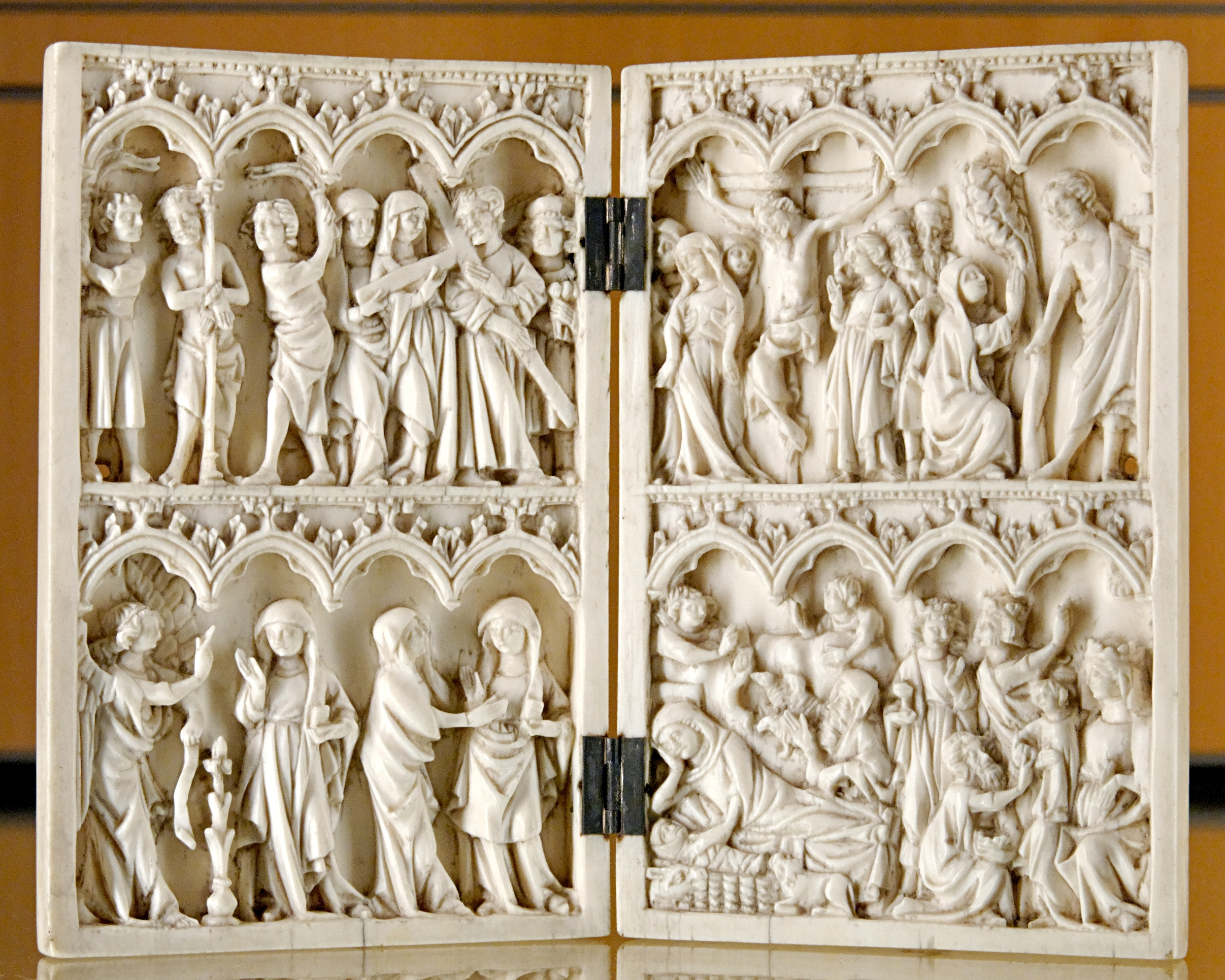
Scene din viața lui Cristos, diptic din fildeș, secolul al XIV-lea.
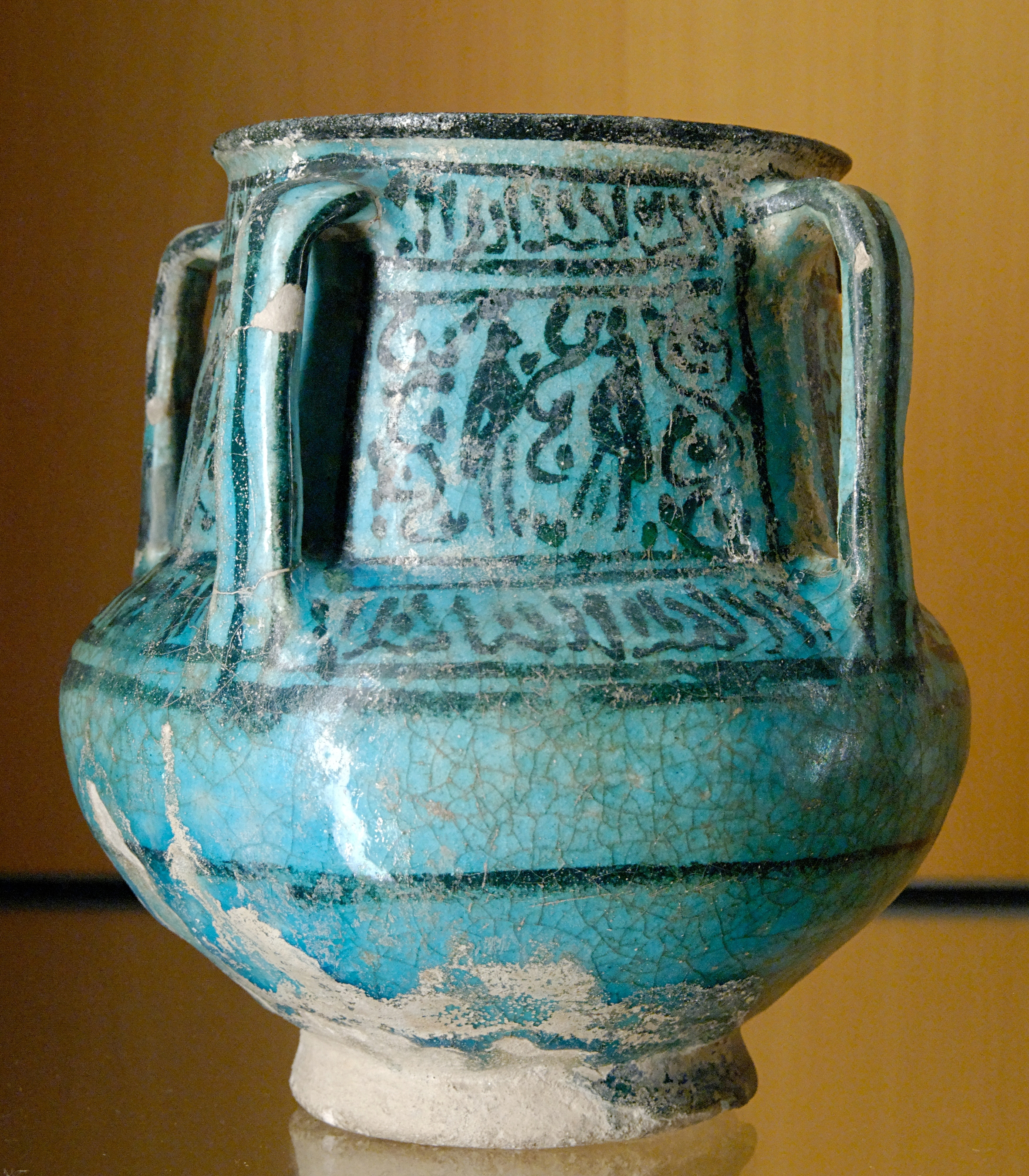
Vas din perioada ayyubidă (1171-1250), Egipt
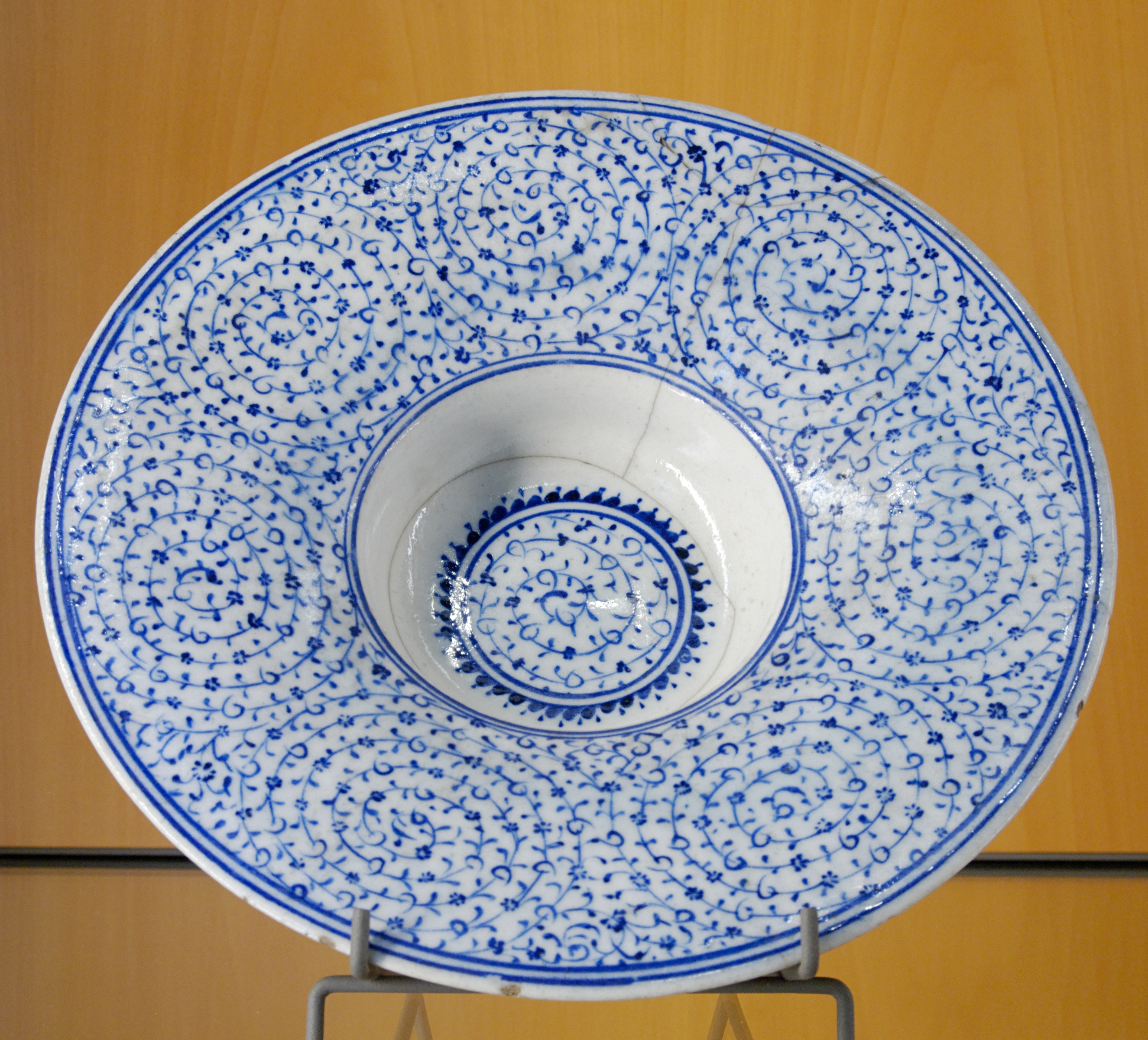
Farfurie, ceramică Iznik, Turcia, cca. 1530-1540

### Colecția numismatică
Colecția numismatică a muzeului este cea mai bogată din Franța, după Cabinetul de Medalii al Bibliotecii Naționale Franceze.

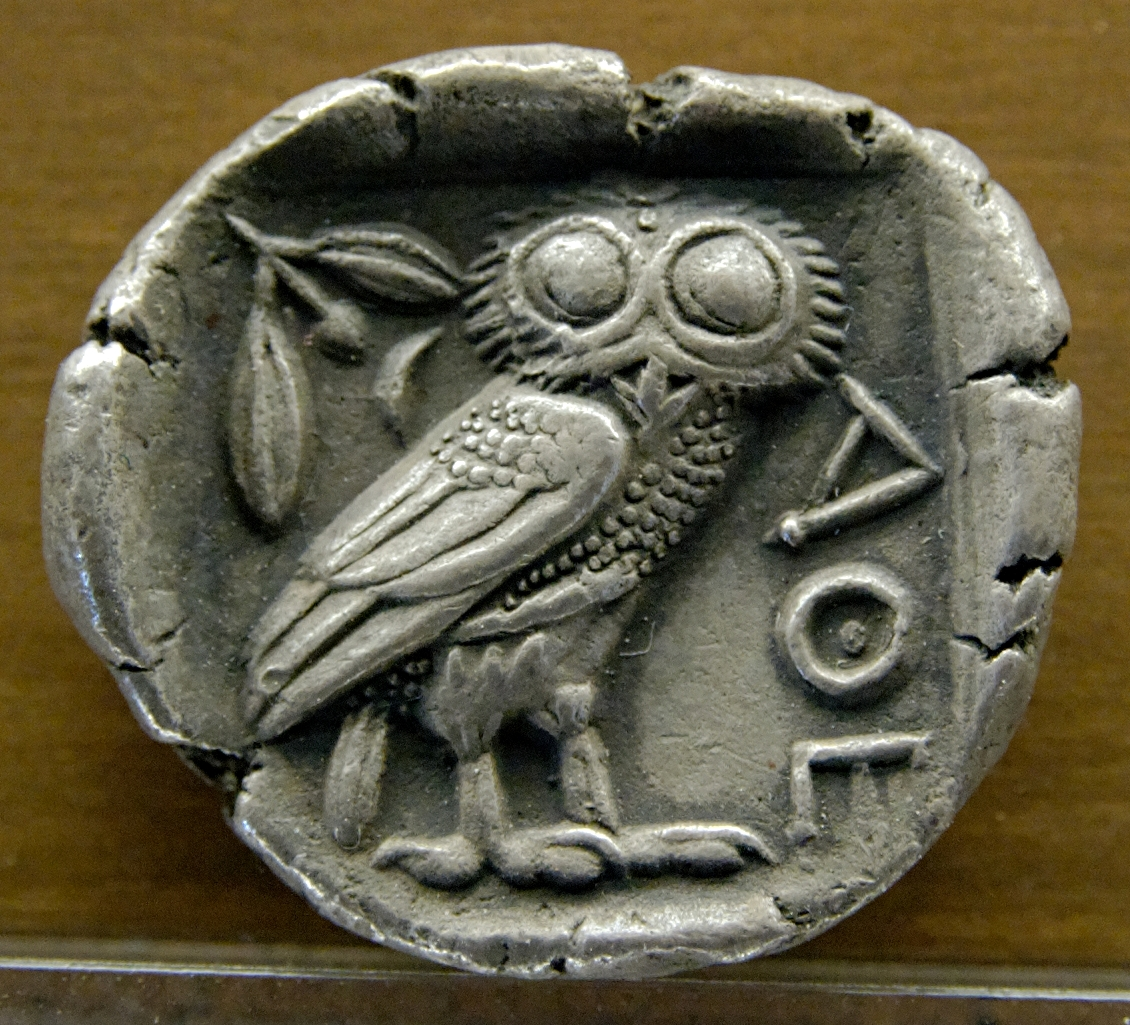
Tetradrahmă ateniană, 480-420 î.Hr
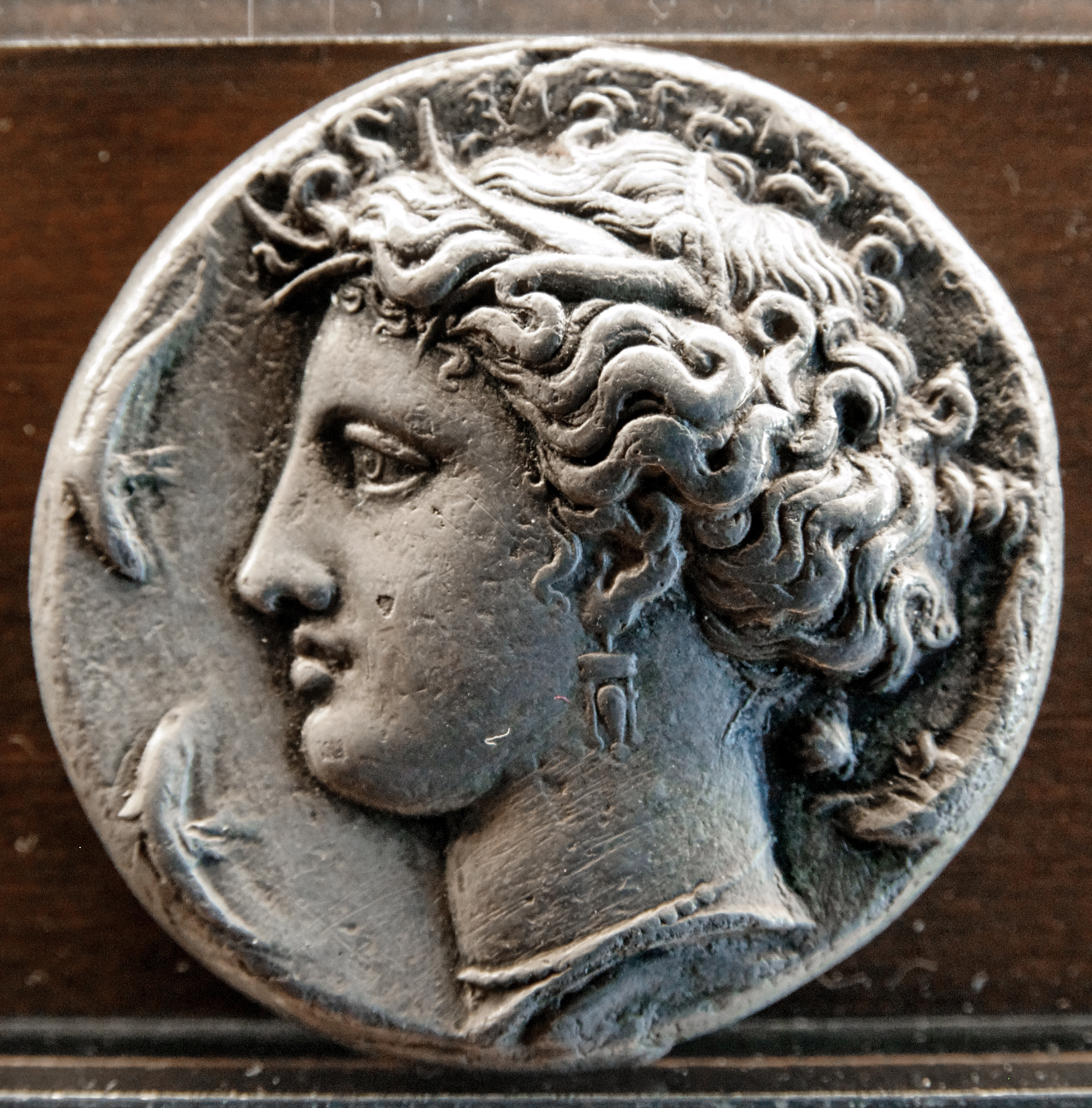
Capul nimfei Arethusa, Decadracma din Siracuza, sec. 400 î.Hr
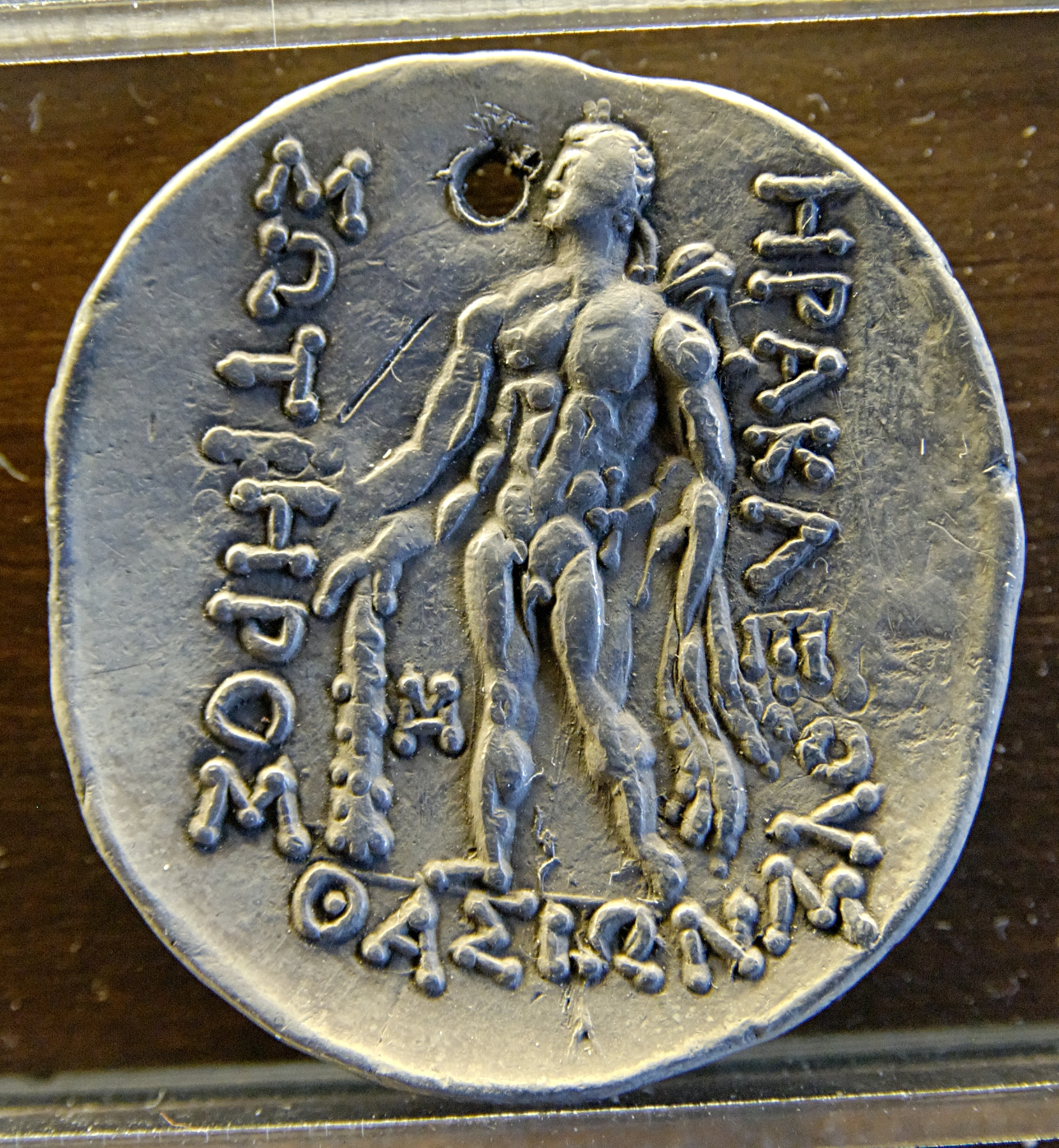
Hercule, o tetradrahmă din Thassos
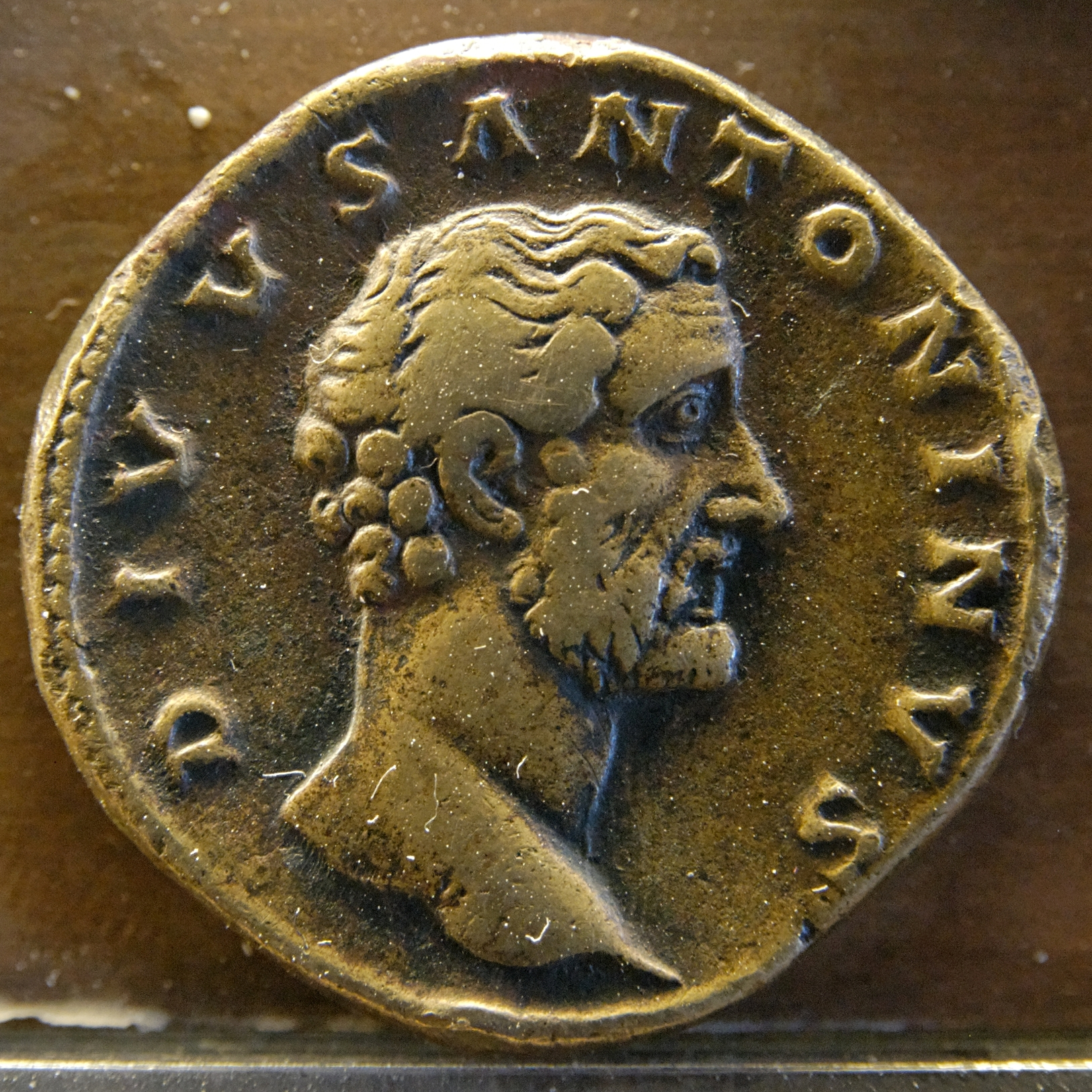
Antoninus Pius, sesterțiu de bronz

### Arte grafice
Secția dedicată artei grafice dispune de o colecție impresionantă de opere, printre care se numără desene, gravuri, acuarele și pasteluri. În total, această secție găzduiește nu mai puțin de 7.500 de lucrări remarcabile, din care peste 5.800 sunt desene și aproximativ 1.700 sunt gravuri. Toate aceste opere sunt păstrate cu grijă și sunt disponibile pentru admirarea publicului pasionat de arta grafică.

## Alte informații
Adresa muzeului: 20, place des Terreaux 69001 Lyon. Muzeul poate fi ajuns cu metroul, stația Hôtel de Ville - Louis Pradel. Sau cu tramvaiul, linia C3, stația Тerreaux.